# أربسباخ
أربسباخ (بالألمانية: Arbesbach) هي بلدية في منطقة زويتل في ولاية النمسا السفلى.